# En idealisk äkta man

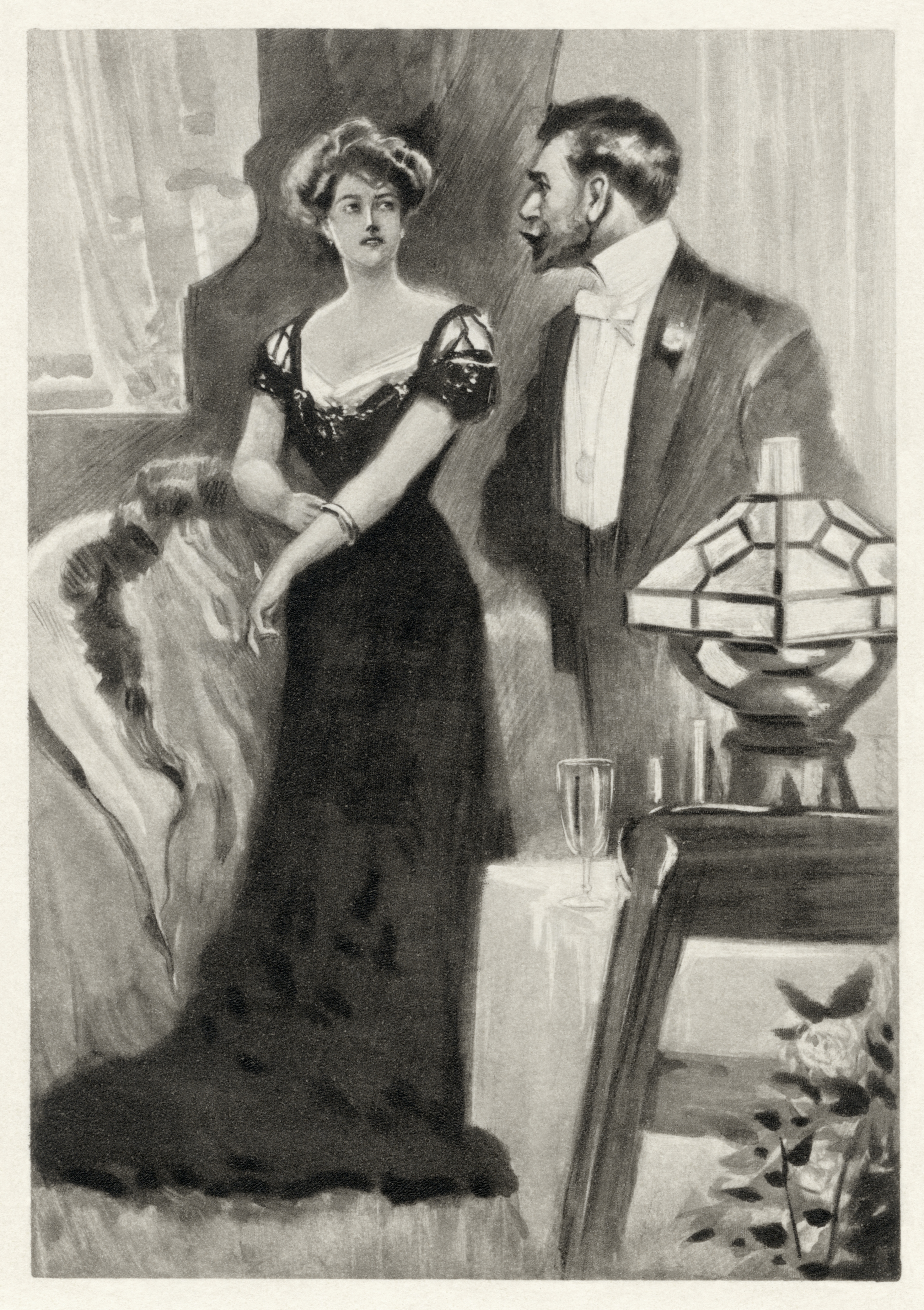
Scen ur pjäsen. Illustration från en utgåva från 1901.

En idealisk äkta man (engelska: An Ideal Husband) är en komisk teaterpjäs av Oscar Wilde från 1895. Den kretsar kring utpressning och politisk korruption, och berör teman som offentlig och privat heder. 
Pjäsen utspelar sig i London, i "nutid", under loppet av 20 timmar. Wilde noterar om pjäsen: "Förr eller senare måste vi alla betala för vad vi gör." Men han tillägger att "ingen helt bör bedömas efter sitt förflutna." 
Tillsammans med Mister Ernest (The Importance of Being Earnest) ses En idealisk äkta man ofta som Wildes dramatiska mästerverk. Efter Mister Ernest är det hans oftast uppsatta pjäs.

## Filmatiseringar (i urval)
- 1935 - En idealisk äkta man - med Brigitte Helm och Sybille Schmitz
- 1947 - En idealisk äkta man - med Paulette Goddard, Michael Wilding och Diana Wynyard
- 1969 - En idealisk äkta man -  med Jeremy Brett och Margaret Leighton.
- 1998 - En idealisk äkta man - med James Wilby och Jonathan Firth
- 1999 - En idealisk äkta man - med Cate Blanchett, Minnie Driver och Rupert Everett.